# Homburg-Bröl
Homburg-Bröl ist ein an der Bröl liegender Ortsteil von Nümbrecht im Oberbergischen Kreis im südlichen Nordrhein-Westfalen innerhalb des Regierungsbezirks Köln.

## Lage und öffentlicher Verkehr
Im kleinen Bröltal zwischen den Ortschaften Göpringhausen, Huppichteroth, der Papiermühle und dem Schloss Homburg gelegen wird das Ortsbild von der am Südhang  gelegenen Siedlung Waldstraße geprägt. Der Ort liegt in Luftlinie rund 1,2 km nordwestlich vom Ortszentrum von Nümbrecht entfernt. 
Es gibt im Ort eine Haltestelle des Bürgerbusses der Gemeinde Nümbrecht.
Des Weiteren verkehren Linienbusse unter anderem nach Nümbrecht, Gummersbach sowie Waldbröl.

## Namensherkunft
Der Ortsname wurde von der Kleinbahn Bielstein–Waldbröl als Bahnhof-Nümbrecht/Homburg (Bröl) geprägt, da der Ort unterhalb von Schloss Homburg am Lauf der Bröl liegt.

## Vereinswesen
- Frauenchor Homburg-Bröl 1956,
- Männergesangverein „Einigkeit“ Homburg-Bröl
- SSV-HL Schießsportverein Homburger Land e. V. (gegr. 2002)
- DSC Capps Nümbrecht e. V. (gegr. 2004, E-Dart-Sport)